# Wspólnota administracyjna Happurg
Wspólnota administracyjna Happurg – wspólnota administracyjna (niem. Verwaltungsgemeinschaft) w Niemczech, w kraju związkowym Bawaria, w rejencji Środkowa Frankonia, w regionie Industrieregion Mittelfranken, w powiecie Norymberga. Siedziba wspólnoty znajduje się w miejscowości Happurg. Powstała w 1978.
Wspólnota administracyjna zrzesza dwie gminy wiejskie (Gemeinde): 
- Alfeld, 1 094 mieszkańców, 17,95 km²
- Happurg, 3 639 mieszkańców, 42,59 km²